# Автогара Омуртаг
Автогара Омуртаг е автогара в град Омуртаг, разположена на ул. „Цар Освободител“ №13. Тя е свързана с по-големите градове и околните селища посредством автобусен транспорт, както и с редовни автобуси в посока София, Пловдив, Търговище, Варна, Шумен, Генерал Тошево и др.
Към настоящият момент Автогара Омуртаг се обслужва от А-Тур ЕООД гр. Търговище.